# Lucien Leduc

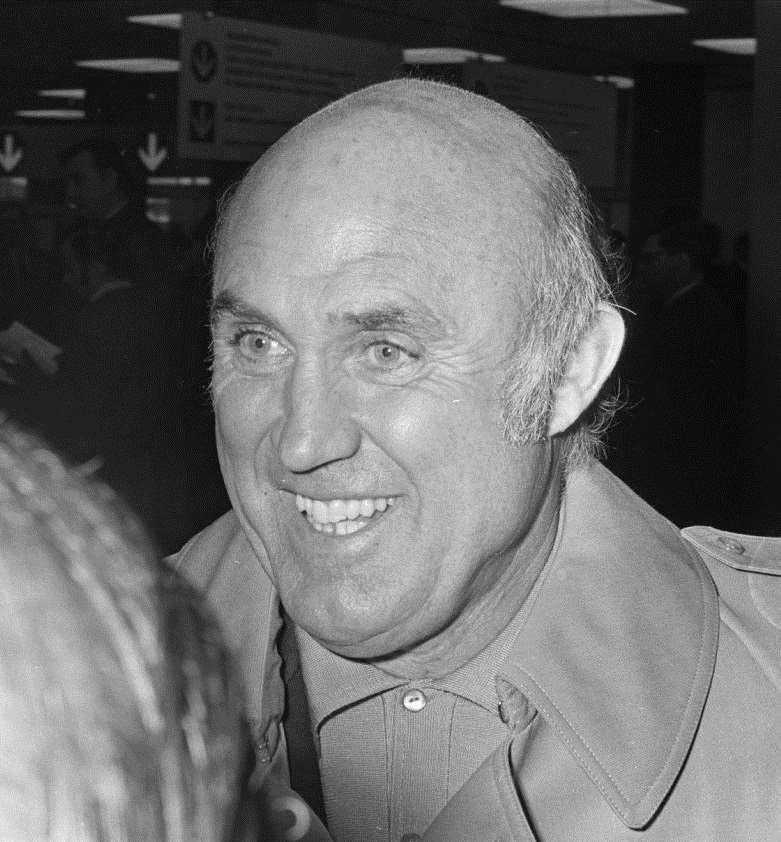
Lucien Leduc 1971

Lucien Leduc (* 30. Dezember 1918 in Le Portel, Département Pas-de-Calais; † 17. Juli 2004 in Annecy) war ein französischer Fußballspieler und -trainer. Er ist in beiden Funktionen sowohl französischer Meister (insgesamt fünf Titel) als auch Pokalsieger (drei Titel) sowie einmal Gewinner der marokkanischen Liga geworden.

## Spielerkarriere

### In seinen Vereinen
Der als linker Läufer oder Halblinker antretende Nordfranzose begann seine Profikarriere 1937 beim Zweitligisten US Boulogne. Bei Ausbruch des Zweiten Weltkriegs war Lucien Leduc gerade zu SO Montpellier gewechselt, der in der Südostgruppe der dreigeteilten ersten Division spielte, als Leduc während des deutschen Einmarsches in Frankreich Soldat wurde. 1941/42, mit dem FC Sète, stand er erstmals in einem Landespokalfinale – im Gegensatz zur Meisterschaft zählen die Pokalwettbewerbe während der Kriegsjahre auch heute noch als offizielle –, das seine Elf allerdings mit 0:2 gegen Red Star Paris verlor. Es folgten bis 1945 Engagements bei Excelsior Roubaix, AS Clermont sowie für die Équipe Fédérale Paris-Capitale, eine der sechzehn Regionalauswahlen, die 1943/44 um die Meisterschaft spielten.
Nach der Befreiung des Landes spielte er eine Saison bei Red Star, mit dem er bis ins französische Pokalfinale vordrang; trotz eines Leduc-Treffers unterlag seine Mannschaft darin allerdings mit 2:4 gegen OSC Lille. Der „unermüdliche Antreiber“ wurde in dieser Zeit auch zum Nationalspieler. Dennoch kehrte er zur Saison 1946/47 nach Nordfrankreich zurück und gewann, u. a. an der Seite von Julien Darui, Heinrich Hiltl, Camillo Jerusalem und Stanislas „Staho“ Laczny, mit CO Roubaix-Tourcoing überraschend die Meisterschaft der Division 1. Es folgten zweieinhalb Jahre bei RC Paris; 1949 zog er erneut in ein Pokalendspiel ein – wiederum hieß der Gegner OSC Lille –, und bei diesem seinem dritten Versuch klappte es auch endlich mit dem Gewinn der Coupe de France. Ab dem Jahreswechsel 1949/1950 bot er als einer der ersten Franzosen seine Spielkünste in Italien dar, und zwar im Dress des AC Venedig; 1951 kehrte er aber in sein Geburtsland zurück, bestritt zunächst ein halbes Jahr für die AS Saint-Étienne und bereitete sich anschließend als Spielertrainer beim unterklassigen FC Annecy auf seine zukünftige Arbeit neben der Außenlinie vor.

#### Stationen
- Stade Portelois (1930–1937, als Jugendlicher)
- Union Sportive de Boulogne (1937–1939, in D2)
- Stade Olympique Montpelliérain (1939/40)
- Football Club de Sète (1941/42)
- Excelsior AC Roubaix (1942/43)
- Association Sportive Clermontoise (1943)
- Équipe Fédérale Paris-Capitale (1943/44)
- Association Sportive Clermontoise (1944/45)
- Red Star Olympique Audonien (1945/46)
- Club Olympique Roubaix-Tourcoing (1946/47)
- Racing Club Paris (1947–Anfang 1950)
- Associazione Calcio Venezia 1907 (Anfang 1950–1951)
- Association Sportive de Saint-Étienne (1951/52 [Hinrunde])
- FC Annecy (1952–1956, als Spielertrainer im Amateurbereich)

### In der Nationalmannschaft
Lucien Leduc bestritt im April und Mai 1946 vier Spiele in der A-Nationalelf, wobei ihm beim 3:1 über Österreich auch ein Treffer gelang. Beim 2:1-Sieg über England trug er ebenfalls das blaue Trikot.

## Trainerkarriere
Nachdem Leduc in seiner neuen Funktion als Übungsleiter zunächst für zwei Vereine arbeitete, bei denen er auch schon selbst gespielt hatte (AC Venedig und FC Annecy), begann mit seiner Verpflichtung durch die AS Monaco zur Saison 1958/59 sein Aufstieg zu einem der erfolgreichsten französischen Trainer der 1960er und 1970er Jahre. Bei keiner einzigen seiner acht Karrierestationen bis 1984 standen die von ihm betreuten Vereinsteams in der Saisonabschlusstabelle auf einem zweistelligen Tabellenplatz; vielmehr gewann er mit ihnen vor allem in Frankreich zahlreiche Titel. Zum allerdings auch erst 1971 eingeführten französischen Fußballtrainer des Jahres wurde er dennoch nie gewählt.
Die Elf aus dem Fürstentum Monaco führte er nach 24 Monaten zu ihrem ersten Pokalsieg und ein Jahr später auch zu ihrem ersten Meistertitel. Am Ende der Saison 1962/63 gewann die ASM beide Wettbewerbe erneut und kam dadurch als erst sechster Klub in der französischen Fußballhistorie auch zu ihrem bis heute (2009) einzigen Doublé. Leduc hatte um die Spieler Raymond Kaelbel, Henri Biancheri, Michel Hidalgo und Albertus Carlier eine Mannschaft geformt und durch Einkäufe wie Yvon Douis oder Lucien Cossou gezielt verstärkt, die zur absoluten Spitze der Division 1 aufstieg. Er führte regelmäßige Höhentrainings ein und überredete die Vereinsverantwortlichen zur Anlage eines Ausbildungs- und Trainingszentrums im nahegelegenen Èze – mit beiden Initiativen war er seiner Zeit weit voraus. Zugleich kümmerte er sich intensiv um jeden seiner Spieler, auch außerhalb des Sportplatzes; Verletzte besuchte er mehrmals täglich an ihrem Krankenbett und war sich auch nicht zu fein, deren Verband zu wechseln, wie sich Hidalgo erinnert, der Lucien Leduc neben Elek Schwartz und Albert Batteux als denjenigen benennt, der ihn als Spieler und als späteren Nationaltrainer am stärksten geprägt hat. Leduc, der „Zauberer“, war über den Fußball hinaus vielseitig interessiert, detailversessen, zugleich herzlich, ein Menschenfreund und guter Psychologe, der seine Spieler respektierte und von der Idee überzeugt war, dass nur der Erhalt der Spielfreude und eine offensive Mannschaftsausrichtung dauerhaften Erfolg ermöglichen.
Nach fünf Jahren bei der AS Monaco zog es den Trainer 1963 ins Ausland, zunächst zu Servette Genf, mit dem er 1966 Schweizer Vizemeister wurde und zweimal (1965 und 1966) das Pokalfinale erreichte, ohne allerdings diesen Titel gewinnen zu können. Anschließend arbeitete er drei Jahre lang als algerischer Nationaltrainer – als erster Europäer überhaupt und bis ins 21. Jahrhundert einer der dortigen Sportlehrer mit der längsten Amtsdauer. In dieser Zeit führte Leduc die „Fennecs“ ohne Punktverlust durch die Qualifikation zur Afrikameisterschaft 1968 – dies war Algeriens erste Teilnahme –, in der sie allerdings in der ersten Runde scheiterten.
1969 kehrte er in die Division 1 zurück, trainierte zunächst SCO Angers und ab Dezember 1970 Olympique Marseille. Dort wurde er Nachfolger von Mario Zatelli, den der autokratische Klubpräsident Marcel Leclerc mitten in einer erfolgreich gestarteten Saison auf den Posten des Sportdirektors „weggelobt“ hatte; am Ende von Leducs erster Halbsaison dort war OM französischer Meister und im Pokal bis ins Halbfinale gekommen. In der Spielzeit 1971/72 gewann Marseille sogar den Doublé aus Meisterschaft und Pokal – Leduc allerdings war zwei Monate vor Saisonende von Leclerc entlassen und … durch seinen Vorgänger Zatelli ersetzt worden.
Es schlossen sich zwei Jahre bei Stade Reims an, ehe der Trainer sich in seine savoyardische Wahlheimat zurückzog. Anfang 1976 half er als kurzfristige Vertretung bei Standard Lüttich und anschließend bei Wydad AC Casablanca aus; seine zweite Trainertätigkeit in Nordafrika endete nach wenigen Monaten mit dem Gewinn des marokkanischen Meistertitels. Als ihn im Sommer desselben Jahres der Ruf der soeben in die zweite Division abgestiegenen AS Monaco erreichte, unterbrach er seinen selbst gewählten Ruhestand. Am Ende der Saison kehrte er mit den Monegassen als Tabellenerster der Gruppe A in die höchste Spielklasse zurück und gewann dort nur weitere zwölf Monate später als Aufsteiger die französische Meisterschaft, erreichte zudem das Pokalhalbfinale. Nach einem weiteren Jahr, das die ASM als Ligavierter beendete, verließ Lucien Leduc Monaco, um sich nun endgültig am Lac d’Annecy zur Ruhe zu setzen. Doch in der Saison 1983/84 saß er noch einmal auf der Trainerbank: diesmal hatte Paris Saint-Germain dringenden Bedarf an einem Erfolgstrainer, und der führte den Verein prompt auf Rang vier der Division 1.
Lucien Leduc, dem sie in Monaco ein Denkmal errichtet haben, starb 2004, 85-jährig, in Annecy.

### Trainerstationen
- AC Venedig (1956/57)
- FC Annecy (1957/58, im Amateurbereich)
- Association Sportive de Monaco (1958–1963)
- Servette FC Genève (1963–1966)
- Algerische Nationalmannschaft (1966–1969)
- Sporting Club de l’Ouest Angers (1969/70)
- Olympique Marseille (Dezember 1970–März 1972)
- Stade Reims (September 1972–1974)
- Standard Lüttich (1976)
- Wydad AC Casablanca (1976)
- AS Monaco (1976–1979, davon 1976/77 in D2)
- Paris Saint-Germain FC (1983/84)

## Palmarès

### Als Spieler
- Französischer Meister: 1947
- Französischer Pokalsieger: 1949 (und Finalist 1942, 1946)
- 4 A-Länderspiele (1 Treffer) für Frankreich

### Als Trainer
- Französischer Meister: 1961, 1963, 1971, 1978 (bis auf 1971 – in dem Jahr bei Marseille – mit Monaco), zudem anteilig auch 1972 mit Marseille
- Französischer Pokalsieger: 1960, 1963 (und anteilig 1972)
- Schweizer Vizemeister (1966) und Pokalfinalist (1965, 1966)
- Marokkanischer Meister: 1976
- 14 Spiele in den Europapokalwettbewerben, davon 6 mit Monaco, 4 mit Marseille, 4 mit Paris[9]